# Morsea tamalpaisensis
Morsea tamalpaisensis är en insektsart som beskrevs av Rehn, J.A.G. och Morgan Hebard 1909. Morsea tamalpaisensis ingår i släktet Morsea och familjen Eumastacidae. Inga underarter finns listade i Catalogue of Life.